# Florian Lipowitz
Florian Lipowitz (Laichingen, 21 september 2000) is een Duits wielrenner die in 2023 prof werd bij BORA-hansgrohe.

## Carrière
Als kind begon Lipowitz met het beoefenen van biathlon. Zijn broer, Philipp, beoefent deze sport als professional. In 2019 nam Lipowitz voor het eerst deel aan wielerwedstrijden. In 2020 kreeg hij zijn eerste contract aangeboden, bij de continentale ploeg Tirol KTM Cycling Team. In de drie seizoenen die hij voor deze ploeg reed werd hij onder meer achttiende in het eindklassement van de Ronde van de Alpen en negentiende in dat van de Ronde van de Aostavallei. Vanaf augustus 2022 mocht hij stage lopen bij BORA-hansgrohe. Namens die ploeg nam hij deel aan de Sazka Tour en de Coppa Sabatini.
In 2023 werd Lipowitz prof bij de ploeg waar hij al stage liep. In juli van dat jaar behaalde hij in de tweede etappe van de Ronde van Tsjechië zijn eerste profoverwinning. Door die overwinning nam hij de leiderstrui over van Itamar Einhorn. Die leiderstrui verdedigde hij in de laatste twee etappes met succes, waardoor hij ook het eindklassement op zijn naam schreef.
In maart 2024 werd Lipowitz veertiende in Milaan-Turijn. Ruim een maand later stond hij aan de start van de Ronde van Romandië. Daags na de bekendmaking van zijn contractverlening werd hij vierde in de bergetappe naar Les Marécottes. Twee dagen later finishte hij als tweede in de bergrit naar Leysin. In de laatste paar hectometers sprong hij weg bij Carlos Rodríguez, maar hij kwam nipt tekort om Richard Carapaz nog van de zege te houden.
In zijn derde jaar bij de UCI World Tour-ploeg legde hij zich vooral toe op meerdaagse wedstrijden. In Parijs-Nice eindigde hij in vijf van de acht etappes in de top tien, daarnaast won hij het jongerenklassement. In het eindklassement moest hij enkel de Amerikaan Matteo Jorgenson voor zich laten. In de Ronde van het Baskenland en het Critérium du Dauphiné eindigde hij meermaals in de top tien, hij won ook het jongerenklassement in de laatste Franse voorbereidingskoers voor de Ronde van Frankrijk. In zijn eerste Tour was hij vanaf de zesde etappe, een tijdrit in en rond Caen, een van de beste tien klassementsrenners van deze Grote Ronde. Vanaf de veertiende etappe maakte hij kans op een podiumplek. In de laatste kilometers bergop was hij veelal een van de laatsten die favorieten voor de eindzege Tadej Pogačar en Jonas Vingegaard kon bijhouden. Nadat Remco Evenepoel de veertiende etappe niet uitreed nam Lipowitz de leiding over in het jongerenklassement. Tijdens deze Tour kwam naar buiten dat Lipowitz ook in 2026 zou rijden bij de Duitse wielerploeg, Red Bull-BORA-hansgrohe.

## Overwinningen
2023
2e etappe Ronde van Tsjechië
Eind- en puntenklassement Ronde van Tsjechië
2024
Eind- en bergklassement Ronde van Sibiu
2025
Jongerenklassement Parijs-Nice
Jongerenklassement Critérium du Dauphiné
Jongerenklassement Ronde van Frankrijk

### Resultaten in voornaamste wedstrijden
| Jaar | Ronde van Italië | Ronde van Frankrijk | Ronde van Spanje |
| ---- | ---------------- | ------------------- | ---------------- |
| 2024 | opgave           |                     | 7e               |
| 2025 |                  | ↑                   |                  |

| Jaar | Ronde van Lombardije | Clásica San Sebastián |  | WK op de weg |
| ---- | -------------------- | --------------------- |  | ------------ |
| 2024 | opgave               | 15e                   |  | 28e          |
| 2025 |                      |                       |  |              |

### Resultaten in kleinere rondes
| Jaar | Parijs-Nice | Ronde van Catalonië | Ronde van het Baskenland | Ronde van Romandië | Critérium du Dauphiné |
| ---- | ----------- | ------------------- | ------------------------ | ------------------ | --------------------- |
| 2023 |             |                     | 75e                      |                    |                       |
| 2024 |             | 45e                 |                          | ↑                  |                       |
| 2025 | ↑           |                     | 4e                       |                    | ↑                     |

## Ploegen
- 2020 –  Tirol KTM Cycling Team
- 2021 –  Tirol KTM Cycling Team
- 2022 –  Tirol KTM Cycling Team
- 2022 –  BORA-hansgrohe (stagiair vanaf 1 augustus)
- 2023 –  BORA-hansgrohe
- 2024 –  BORA-hansgrohe
- 2025 –  Red Bull-BORA-hansgrohe

Aleotti · Archbold · Benedetti · Bennett · Buchmann · Fabbro · Gamper · Großschartner · Haller · Higuita · Hindley · Kämna · Kelderman · Koch · Konrad · Laas · Lührs · Meeus · Mullen · Palzer · Politt · Pöstlberger · Schachmann · Schelling · Uijtdebroeks · van Poppel · Vlasov · Walls · Wandahl · Zwiehoff · Lipowitz (stagiair)
Aleotti · Archbold · Benedetti · Bennett · Buchmann · Denz · Fabbro · Gamper · Haller · Higuita · Hindley · Jungels · Kämna · Koch · Konrad · Koretzky · Lipowitz · Lührs · Meeus · Mullen · Palzer · Politt · Schachmann · Schelling · Uijtdebroeks · van Poppel · Vlasov · Walls · Wandahl · Zwiehoff
Adrià · Aleotti · Benedetti (tot 18/8) · Buchmann · Denz · Gamper · Hajek · Haller · Herzog · Higuita · Hindley · Jungels · Kämna · Koch · Lipowitz · Lührs · Maciejuk · Martínez · Meeus · Mullen · Palzer · Roglič · Schachmann · Sobrero · van Poppel · Vlasov · Wandahl · Welsford · Zwiehoff